# Башка (округ Кошиці-околиця)
Башка (словац. Baška, угор. Baska) — село, громада в окрузі Кошиці-околиця, Кошицький край, Словаччина. Кадастрова площа громади — 4,50 км². Населення — 623 особи (за оцінкою на 31 грудня 2017 р.).
Перша згадка 1247 року.

## Географія
Башка розташована в західній частині Кошицької котлини на східному хребті Словацького Рудогорія. Чотар на рівній задніх пагорбах між Миславським потоком та потоком Іда утворюють багаторічні камені. Ґрунти бурі лісові. На околицях села ліси, домінують дубові.

## Населення
| Рік:            | 1994. | 2004.    | 2014.    | 2024.    |
| --------------- | ----- | -------- | -------- | -------- |
| Кількість осіб: | 270   | 326      | 561      | 797      |
| Різниця:        |       | +20,74 % | +72,08 % | +42,06 % |

| Рік:            | 2023. | 2024.   |
| --------------- | ----- | ------- |
| Кількість осіб: | 779   | 797     |
| Різниця:        |       | +2,31 % |